# Ajedrez del siglo XVIII
En «El Siglo de las luces», Francia ejerce la hegemonía cultural en Europa. Hay una revolución en el plano de las ideas. En nombre de la soberanía absoluta de la razón se atacan todas las creencias tradicionales. El ambiente era propicio para que el centro del mundo ajedrecístico que había residido en España e Italia en los siglos anteriores se desplazara hacia Francia. Es justo decir que en otros países quedaban jugadores destacados, como el escocés Alexander Cunningham (1650-1730), y los italianos Giovanni Lolli (1698-1769), Doménico Ponziani (1719-1796) y Ercole del Río (1720-1800).
Los mejores jugadores franceses pertenecían a los sectores intelectuales quienes tenían como lugar de reunión el famoso Café de La Regence, el de las peñas literarias, situado en la Calle de la Vieja Comedia de París. Eran asiduos de La Regence personajes como Alfredo de Musset, Iván Turguénev, Jean-Jacques Rousseau, Diderot, Voltaire, Napoleón y Benjamin Franklin.
Entre todos ellos destacaron Kermur Sire de Légal, François-André Danican Philidor, Alexandre Deschapelles y Louis-Charles de La Bourdonnais. 